# Therese Zenz
Theresia Maria „Therese” Zenz (ur. 15 października 1932 w Merzig, zm. 22 października 2019 tamże) – niemiecka kajakarka. Trzykrotna medalistka olimpijska.
Brała udział w trzech igrzyskach olimpijskich (IO 52, IO 56, IO 60), na dwóch zdobywała medale. W 1952 reprezentowała Protektorat Saary, dla którego zdobyła w 1954 tytuł mistrzyni świata na dystansie 500 metrów w jedynce. Podczas kolejnych startów wchodziła w skład olimpijskiej reprezentacji Niemiec i dwukrotnie zdobyła srebro na dystansie 500 metrów w jedynce, w 1960 była także druga w dwójce. Partnerowała jej Ingrid Hartmann. Na mistrzostwach świata w 1958 zdobyła dwa brązowe medale, była również dwukrotną srebrną medalistką mistrzostw Europy w 1957 (K-1 i K-2 na dystansie 500 metrów) oraz brązową w 1959 (K-2 na 500 metrów).